# Pile gallo-romaine de Lestelle
La pile gallo-romaine de Lestelle ou obélisque de Beauchalot est une ancienne tour gallo-romaine en pierre, aussi appelée pile, située dans la commune des Beauchalot, dans le département français de la Haute-Garonne.
La localisation précise de ce monument, sans doute détruit dans la seconde moitié du XIXe ou au début du XXe siècle, n'est pas connue.

## Localisation
La localisation exacte de la pile, sur le territoire de la commune de Beauchalot, est inconnue.
Le recoupement des publications permet seulement d'indiquer que cette pile se trouvait entre Beauchalot et Lestelle-de-Saint-Martory, dans la plaine de la rive gauche de la Garonne, peut-être non loin de la limite entre ces deux communes. Elle était implantée en bordure de la voie romaine de Toulouse à Dax, dont le tracé n'est pas attesté dans ce secteur, mais qui devait se développer entre la Garonne au sud et la D817 au nord,, coupant sans doute le village de Beauchalot. Il n'est pas impossible qu'une petite station en bordure de voie ait existé à ce niveau.

## Historique
L'une des premières mentions de ce monument semble due à Alexandre Du Mège qui en réalise en outre un dessin. En 1836, Abel Hugo décrit et dessine à son tour la pile, de manière un peu plus idéalisée.
En 1931, Raymond Lizop se livre à une nouvelle description du monument, comme si celui-ci existait encore ; toutefois, il reconnaît quinze ans plus tard que sa description est une compilation d'anciennes publications, qu'il a omis de citer, et que lui-même n'a jamais vu la pile : celle-ci, en 1931, a sans doute disparu depuis longtemps, peut-être dès la seconde moitié du XIXe siècle.

## Description
Du Mège dessine la pile de face, mais Hugo la représente en perspective, suggérant un plan carré et une toiture pyramidale. Justin Cénac-Moncaut indique une base de 3 × 3 m mais il parle dans la même phrase de la pile romaine de Labarthe-Rivière.
En 1834, la pile mesure encore 40 pieds (13 m) de haut selon Vincent de Chausenque ; en 1898, elle apparaît « en très mauvais état » pour Philippe Lauzun. Son parement est constitué de petites assises de moellons « de pierre ou de marbre ».
Les dessins qui sont faits de la pile suggèrent que la niche en plein cintre possède un fond arrondi, probablement voûté en cul-de-four. Au-dessous de la niche, deux arcs en plein cintre inclus dans la maçonnerie de la face principale sont à vocation structurelle (arcs de décharge) et/ou décorative.
Des fragments d'une statue colossale auraient été trouvés au pied de la statue puis perdus au XIXe siècle.

## Fonction
Le sources du XIXe siècle considèrent que ce type de monument, et celui-ci en particulier, est élevé à la gloire Mercure, dieu romain des voyageurs, ce qui s'expliquerait par son implantation en bordure d'une voie. Abel Hugo représente même, dans la niche de la pile, une statue du dieu en précisant qu'elle n'existe pas dans la réalité mais qu'il l'a dessinée ici « afin de présenter le monument complet ».
En réalité, et comme les autres piles, il s'agit sans doute d'un monument funéraire. La statue dans la niche ne représentait pas Mercure mais le défunt dont on voulait honorer la mémoire et la pile était construite en bord de voie pour être bien en vue.